# Roodschubbige gordijnzwam
De roodschubbige gordijnzwam (Cortinarius bolaris) is een schimmel behoren tot de familie Cortinariaceae. Hij vormt ectomycorrhiza met Fagus en eiken (Quercus). Hij leeft in loofbossen op droog, voedsel- en humusspoorzand van leem. De vruchtlichamen verschijnen van juli tot oktober in loofbossen, zelden in naaldbossen.

## Kenmerken

### Uiterlijke kenmerken
Hoed
De vrij vlezige hoed heeft een diameter van 3 tot 8 cm. De vorm is aanvankelijk halfbolvormig, later convex om uit te spreiden en vaak gegolfd. Het oppervlak is droog en op een lichtgele tot kleigrijze achtergrond (vooral naar het midden van de hoed) is dicht bedekt met kleine, opvallend vermiljoen tot karmijnrode schubben. 
Lamellen
De dicht op elkaar staande, geelgrijze, later kaneel tot okerbruine lamellen zijn aan de steel bevestigd. 
Steel
De cilindrische en vaak gebogen steel is 3 tot 7 cm lang en 0,5 tot 1,5 cm breed. De punt van de steel is wit, bedekt op een lichte achtergrond zoals de hoed met rode vezels of vezelvlokken. 
Geur en smaak
Het witachtige vruchtvlees, tot 1,5 cm dik, ruikt licht stoffig en smaakt mild tot bitter. Soms is er helemaal geen geur. Bij het snijden wordt het vruchtvlees langzaam chroomgeel, vooral aan de basis van de steel. Hij is giftig.
Sporenprint
De sporenprint is bleekbruin. 

### Microscopische kenmerken
De sporen zijn halbolvormig tot eivormig, matig wrattig en meten 6-8 × 5-6 µm. Pleurocystidia zijn afwezig.

## Verspreiding

Europese verspreiding. Legenda:
groen = landen met meldingen van vondsten
roomwit = landen zonder vondsten
lichtgrijs = geen gegevens
donkergrijs = niet-Europese gebieden.

De roodschubbige gordijnzwam komt voor in Noord-Amerika (Canada, Verenigde Staten), Midden-Amerika (Costa Rica), Azië (Japan) en Europa. De schimmel wordt lokaal verspreid in Midden-Europa.
Hij komt vrij algemeen voor in Nederland. Hij staat op de rode lijst in de categorie 'Kwetsbaar'.